# Campeonato Alemán de Fútbol 1929
El Campeonato Alemán de Fútbol 1929 fue la 22.ª edición de dicho torneo.

## Fase final

### Octavos de final
- FC Bayern Múnich 3-0 Dresdner SC
- Holstein Kiel 1-6 FC Núremberg
- Wacker Leipzig 1-5 FC Schalke 04
- Meidericher SpV 2-3 Hamburgo SV
- Preussen Hindenburg 1-8 Hertha BSC
- VfB Königsberg 1-2 SC Breslau 08
- SpVgg Fürth 5-1 Fortuna Düsseldorf
- Tennis Borussia Berlin 3-2 Titania Stettin

### Cuartos de final
- FC Núremberg 3-1 Tennis Borussia Berlin
- FC Schalke 04 1-4 Hertha BSC
- SC Breslau 08 4-3 FC Bayern Múnich
- Hamburgo SV 0-2 SpVgg Fürth

### Semifinales
- Hertha BSC 0-0 FC Núremberg
- SpVgg Fürth 6-1 SC Breslau 08

### Desempate
- Hertha BSC 3-2 FC Núremberg

### Final
| SpVgg Fürth | 3 – 2 | Hertha BSC |

|                               |
| Campeón SpVgg Fürth 3° título |